# Ocal Waltz
Ocal Waltz var ett band från Göteborg som släppte albumet Them Empty Brains (1988) och singeln "The Ocal Waltz" (1986) på Radium 226.05. 

## Biografi
Ocal Waltz bildades 1985 i Göteborg av Mikael Andersson, Per Undenella, Hans Bally, Anders Göransson och Niklas Sundling. I november 1986 släpptes singeln "The Ocal Waltz" på Radium 226.05. I början av 1987 lämnade Hans Bally bandet och Per Undenella tog över gitarren. Sommaren 1987 började det första och enda albumet spelas in. 
I augusti 1987 spelade Ocal Waltz på Hultsfredsfestivalen och en Sverigeturné bokades, men trummisen hade drabbats av akut tinnitus och allt ställdes in. En ny turné med ny trummis (Johan Mentzer från Eldarens hus) bokades snabbt och genomfördes januari-februari 1988 med delvis nyskrivet material. Men den ursprungliga turnén hade ställts in med kortast tänkbara varsel (en dag) och många av dem som då kommit för att se bandet hade blivit sura, och denna gång uteblev publiken på sina håll.
I februari 1988 släpptes den kraftigt försenade LP:n (skivan var klar i september men Radium 226.05 hade inte haft råd att släppa den) med ett låtmaterial som bandet nu upplevde som föråldrat (och gärna påpekade i intervjuer). I recensionerna var vanliga referenser Nick Cave och Foetus (men även Frank Zappa, Captain Beefheart och Pere Ubu). Skivan fick titeln Them Empty Brains som en hälsning "till publiken i Göteborg" (Per Undenella, "Bommen" P3 3/4 1988 samt SLITZ 5/87). 
Ocal Waltz gjorde sin sista konsert på Radiumgalan på Kåren i Göteborg 21 maj 1988 och upplöstes kort därefter.
1989 bildade Mikael och Anders ett nytt band (med bland andra Thomas Feiner) som de tänkte kalla för Ocal Waltz. De gamla medlemmarna protesterade och bandet tog istället namnet D.O.G., vilket snart ändrades till Anywhen. Det faktum att de nya medlemmarna Jan Sandahl och Fredrik Enqvist funnits med i tidiga konstellationer av vad som senare skulle bli Ocal Waltz ansågs ändå räcka för att en pressrelease 1990 skulle slå fast att "D.O.G. är Ocal Waltz med ny sångare". 
1993 gjordes planer för en återförening den 6 april på Kårhuskällaren. Göteborgs-Posten skrev om den kommande spelningen, men eftersom bandet inte kunde komma överens om vilka låtar man skulle spela fick tidningen två dagar senare gå ut med att konserten var avblåst. 
2009 började dokumentärfilmaren Malcolm Noble filma material till en dokumentär om Ocal Waltz. Projektet avbröts efter en diskussion bland bandmedlemmarna. 

## Diskografi
- "The Ocal Waltz" / "Hang On - Pretend Human" - 7", Radium 226.05, 1986 (RA 020), producerad av Henryk Lipp, inspelad i Music A Matic studio
- Them Empty Brains - LP, Radium 226.05, 1988 (RA 034), producerad av Ocal Waltz, inspelad i Studio Lane
- In Gold We Trust - A Radium 226.05 Compilation, CD, Radium 226.05, 1988 (RACD 77) - låten "Them Empty Brains"

## Medlemmar
- Per Undenella, sång, klarinett (Mole Session)
- Mikael Andersson, bas (Anywhen)
- Hans Bally, gitarr (Mystikens vacuum, Mole Session) [1986-1987]
- Niklas Sundling, klaviatur (Life Ha Ha)
- Anders Göransson, trummor (Mystikens vacuum, Life Ha Ha, Barusta) [1986-1987]